# シャマル (競走馬)
シャマル（欧字名:Shamal、2018年2月23日 - ）は、日本の競走馬。主な勝ち鞍は2024年・2025年のかしわ記念連覇、2025年のさきたま杯、2022年の東京スプリント、サマーチャンピオン、テレ玉杯オーバルスプリント、2023年〜2025年の黒船賞3連覇。
馬名の意味は、ペルシャ湾岸地域に吹く風（シャマール）。

## 戦績

### 3歳（2021年）
3月13日阪神の3歳未勝利戦に、川須栄彦を鞍上に迎えてデビューし、12着に敗れる。4か月の休養後に臨んだ7月25日新潟3歳未勝利戦ではスタートしてすぐ好位につけると、後を追う3番人気のロードレイラインを最後は1馬身3/4差で突き放して初勝利を挙げた。
昇級後も新潟に留まり、8月8日の3歳以上1勝クラスに出走。1番人気で迎えたレースでは、スタートから終始好位を追走し、後を追う2番人気のゴイゴイスーを、最後は5馬身突き放し連勝。
続いて8月28日の岩室温泉特別（2勝クラス）に出走。3番人気に推されたレースでは、スタート直後から好位につけると、1番人気のララクリュサオルとの競り合いから抜け出し、1馬身3/4差をつけて快勝。3連勝を果たした。鞍上の川須は「体が絞れて良くなっていました。後ろのトモのあたりがしっかり使えるようになっていましたし、勝ち方も良かったです。もっと良くなりそうです」と振り返った。

### 4歳（2022年）
4歳初戦は1月29日中京の伊賀ステークス（3勝クラス）に出走し、1番人気に推されたが6着。続けて3月5日阪神の橿原ステークス（3勝クラス）に出走し、2着となる。
続けて4月3日阪神のなにわステークス（3勝クラス）に出走。単勝1.9倍の圧倒的1番人気に推されたレースでは、スタートしてすぐ好位につけると、後を追う2番人気のジゲンを最後は5馬身突き放し勝利。オープン入りを果たした。鞍上の川須は、「思った以上に楽にコーナーへ入って行けましたし、今日はスピードの持続力を削がないように乗りました。前走から走りのバランスが良くなって、瞬発力もついてきました。オープンでも楽しみです」とコメントした。
オープン昇級後の初戦として、4月20日大井で行われた東京スプリントに出走。オープンに上がってすぐの重賞挑戦、初の地方遠征、初のナイターレースとなったが、4番人気で迎えたレースでは好位でレースを進め、直線で前年の勝ち馬で1番人気のリュウノユキナ、8番人気のギシギシとの3頭並んだ追い比べとなるが、最後はリュウノユキナをハナ差制して優勝。重賞初挑戦にして初制覇を果たした。鞍上の川須は、「ゴールの瞬間は正直分かりませんでした。思った以上に前半で余裕を持って良い位置をキープできて、流れもその分落ち着いているのかなと感じました。直線先頭に立って、馬も初めての環境で気を遣っているのかなという印象もありましたが、内から強い馬も来ていたので頑張ってくれと思っていました。まだ4歳でこれからの馬ですし、人馬ともに成長していければと思います」と振り返った。鞍上の川須は、2015年の関屋記念をレッドアリオンで制して以来、7年ぶりの重賞勝利となった。
その後は6月1日に浦和で開催のさきたま杯に出走。距離延長に加えて初の左小回りのコースでのレースだったが、ヘリオスに次ぐ2番人気の支持を受ける。レースでは逃げるサルサディオーネを2番手で追走し、最後の直線で一旦は先頭に立つも最後にサルサディオーネに差し返され、さらに地元浦和のティーズダンクにも差されてタイム差なしの3着に終わった。
8月25日、佐賀競馬場で行われたサマーチャンピオンに出走、1番人気に推される。不良馬場となったレースでは、好位でレースを進めて直線入り口で抜け出し、追い込んだ6番人気の兵庫のコウエイアンカに2馬身差をつけ優勝。ダートグレード競走2勝目を挙げた。鞍上の川須は、「スタートで躓きましたが、立て直して理想的な位置で競馬ができました。前走浦和で勝てず、賞金を加算できなかったので、今日は負けられない気持ちで臨みました」と振り返った。
続く9月21日のテレ玉杯オーバルスプリントでも単勝1.9倍の1番人気に推される。レースでは好位でレースを進めて最後の直線コースで抜け出し、直後から追った3番人気リメイクに1馬身半差をつけ優勝。ダートグレード競走3勝目を挙げた。
陣営はJBCスプリント出走を見据えていたが、「（賞金的に）出られるかどうかわからない」（調教師の松下武士）ため、10月10日に盛岡競馬場で行われた第35回マイルチャンピオンシップ南部杯に出走。マイル初挑戦ながら、カフェファラオ、アルクトスの両GI馬に次ぐ3番人気の支持を受ける。レースは大外から3番手付近に付けるべく先行するが、内からも先行馬が出てきたために内に入れず7番手付近を追走、終始大外を回らされる展開となったが、それでも上り3ハロンをメンバー最速となる36秒7の末脚で追い込み、優勝したカフェファラオから1/2馬身差の3着に入線した。レース後、鞍上の川須は「この馬の走りをと思ってゲートを出て、その時点ではすごくいいポジションだなと思いました。最初のコーナーを曲がったところで内から2頭に行かれてしまって、ポジションが2つ外になってしまったのがすごく痛かったです。その分、外を回る形になりましたが、最後はもう一度馬が歯を食いしばって迫ってくれています。力負けではないという気持ちですが、それも含めて競馬です。勝った馬は中央でGIを勝っていますし、初めてのGI、距離、コースでしたが、最後に迫ってくれたのは今のシャマルの充実ぶりですし、力のある証拠です」とのコメントを残した。
南部杯後は短期放牧の後、初のJRA重賞挑戦となるチャンピオンズカップ（12月4日、中京）に出走。キャリア最長となる1800メートルでのレースとなったが、スタートから積極的に先団に取り付いて3番手でレースを進め、最後の直線では伸びを欠いたものの、優勝したジュンライトボルトから0秒6差の5着に入線し、掲示板を確保した。川須からの乗り替わりとなった鞍上の川田将雅は、「リズム良く、外枠からいい形で競馬を進められました。得意ではない距離でも最後までしっかり走り切ってくれています。具合も良く、いい走りだったと思います」と振り返った。さらに12月21日には川田が継続騎乗して、園田競馬場で開催された兵庫ゴールドトロフィーに出走、3戦ぶりの1400メートル戦で単勝1.6倍の1番人気に支持される。レースでは先団を進むも、内側から抜け出したラプタスに1馬身届かず2着となった。鞍上の川田はレース後に「GI終わりの疲れがありながらも、ここまで頑張ってくれているので、また来年いい走りをお見せできればと思います」と語った。

### 5歳 (2023年)
黒船賞から始動。1番人気に推されると、レースでは先行策から3コーナーで内を掬って先頭に立ち、2着のヘリオスに3馬身差をつけて快勝、重勝4勝目を飾った。その後はかしわ記念に臨み、1番人気に推されるがメイショウハリオから0秒4差の4着。前年の雪辱を果たすべく臨んださきたま杯はスタートでつまづいて大きく出遅れた末に右後肢ハ行が原因でゴール手前で川田が下馬して競走中止。幸いにも大事には至らず、川田から坂井瑠星に乗り替わって7月のプロキオンステークスに出走するが、ゲート入り前に今度は右前肢ハ行が見つかって競走除外と順調さを欠き、この年はこれを最後に長期放牧に入った。

### 6歳 (2024年)
1月の根岸ステークスから復帰。このレースから鞍上は再び川須に戻った。復帰戦を7着、続くかきつばた記念を4着とした後、連覇を掛けて臨んだ黒船賞では逃げの手に出て2着のヘルシャフトに0秒4差をつけて1着でゴール。前年の同レース以来1年ぶりの勝利を飾った。そして前年同様のローテーションでかしわ記念に出走。抜群のスタートからハナを主張して先頭に立つとそのまま先頭をキープし続け、最後は追い込んできたタガノビューティーに0秒5差をつけて完勝。GI/JpnI競走出走4回目にして初勝利となる重賞6勝目を飾った。鞍上の川須はデビュー15年目にして初のGI級競走勝利、また父のスマートファルコンも産駒初のGI級競走制覇となった。その後はさきたま杯でレモンポップの3着、放牧に出されて復帰した東京盃ではチカッパの3着、初挑戦となったJBCスプリントではタガノビューティーの7着に終わった。

### 7歳 (2025年)
かきつばた記念から始動。ロードフォンスの4着とし、黒船賞では59キロのトップハンデをものともせずに2着のアラジンバローズに0秒8の差をつけて逃げ切り勝ち。2012年から2014年にかけてセイクリムズンが達成して以来2頭目となる黒船賞3連覇を達成した。次走のかしわ記念は逃げたウィリアムバローズをマークする形でレースを進め、ゴール手前で粘るウィリアムバローズを捉えて1/2馬身差をつけて勝利。エスポワールシチー、コパノリッキー、ゴールドドリームに次いで4頭目となるかしわ記念連覇を飾った。続いてさきたま杯に出走、単勝2.1倍の1番人気に支持されると、不良馬場の中で行なわれたレースでは終始ハナを譲らず、4度目の挑戦で2着のムエックスに1秒差をつけて快勝。1999年の第3回でセタノキングが記録したレコードタイムを0秒6更新し、GI級競走連勝を果たすとともに父スマートファルコンとの親子制覇を達成した。

## 競走成績
以下の内容は、JBISサーチおよびnetkeiba.comに基づく。
| 競走日     | 競馬場 | 競走名             | 格     | 距離（馬場）  | 頭 数 | 枠 番 | 馬 番 | オッズ （人気） | 着順 | タイム （上がり3F） | 着差 | 騎手      | 斤量 [kg] | 1着馬（2着馬）         | 馬体重 [kg] |
| ---------- | ------ | ------------------ | ------ | ------------- | ----- | ----- | ----- | --------------- | ---- | ------------------- | ---- | --------- | --------- | ---------------------- | ----------- |
| 2021.03.13 | 阪神   | 3歳未勝利          |        | ダ1200m（不） | 16    | 8     | 16    | 015.70（5人）   | 12着 | R1:14.5（38.0）     | -2.9 | 0川須栄彦 | 56        | イルデレーヴ           | 520         |
| 0000.07.25 | 新潟   | 3歳未勝利          |        | ダ1200m（良） | 15    | 6     | 10    | 022.70（6人）   | 01着 | R1:11.8（36.9）     | -0.3 | 0川須栄彦 | 56        | （ロードレイライン）   | 524         |
| 0000.08.08 | 新潟   | 3歳上1勝クラス     |        | ダ1200m（良） | 15    | 2     | 3     | 002.60（1人）   | 01着 | R1:11.4（37.0）     | -0.8 | 0川須栄彦 | 54        | （ゴイゴイスー）       | 514         |
| 0000.08.28 | 新潟   | 岩室温泉特別       | 2勝    | ダ1200m（良） | 15    | 3     | 4     | 005.00（3人）   | 01着 | R1:09.8（36.3）     | -0.3 | 0川須栄彦 | 54        | （ララクリュサオル）   | 510         |
| 2022.01.29 | 中京   | 伊賀S              | 3勝    | ダ1200m（良） | 16    | 2     | 3     | 004.20（1人）   | 06着 | R1:12.4（37.4）     | -0.8 | 0川須栄彦 | 56        | メイショウミライ       | 510         |
| 0000.03.05 | 阪神   | 橿原S              | 3勝    | ダ1200m（良） | 16    | 6     | 12    | 003.00（1人）   | 02着 | R1:11.4（36.5）     | -0.2 | 0川須栄彦 | 57        | ボイラーハウス         | 514         |
| 0000.04.03 | 阪神   | なにわS            | 3勝    | ダ1200m（良） | 16    | 6     | 12    | 001.90（1人）   | 01着 | R1:11.1（35.1）     | -0.9 | 0川須栄彦 | 57        | （ジゲン）             | 518         |
| 0000.04.20 | 大井   | 東京スプリント     | JpnIII | ダ1200m（不） | 13    | 4     | 5     | 006.00（4人）   | 01着 | R1:10.5（35.6）     | -0.0 | 0川須栄彦 | 56        | （リュウノユキナ）     | 520         |
| 0000.06.01 | 浦和   | さきたま杯         | JpnII  | ダ1400m（良） | 11    | 6     | 6     | 003.20（2人）   | 03着 | R1:25.3（36.8）     | -0.0 | 0川須栄彦 | 56        | サルサディオーネ       | 515         |
| 0000.08.25 | 佐賀   | サマーチャンピオン | JpnIII | ダ1400m（不） | 12    | 8     | 12    | 002.10（1人）   | 01着 | R1:25.5（36.6）     | -0.4 | 0川須栄彦 | 57        | （コウエイアンカ）     | 510         |
| 0000.09.21 | 浦和   | オーバルスプリント | JpnIII | ダ1400m（重） | 11    | 8     | 11    | 001.90（1人）   | 01着 | R1:25.8（35.9）     | -0.2 | 0川須栄彦 | 55        | （リメイク）           | 509         |
| 0000.10.10 | 盛岡   | MCS南部杯          | JpnI   | ダ1600m（不） | 16    | 8     | 15    | 005.10（3人）   | 03着 | R1:34.7（36.7）     | -0.1 | 0川須栄彦 | 57        | カフェファラオ         | 517         |
| 0000.12.04 | 中京   | チャンピオンズC    | GI     | ダ1800m（良） | 16    | 7     | 13    | 023.20（7人）   | 05着 | R1:52.5（37.2）     | -0.6 | 0川田将雅 | 57        | ジュンライトボルト     | 516         |
| 0000.12.21 | 園田   | 兵庫ゴールドT      | JpnIII | ダ1400m（良） | 12    | 7     | 9     | 001.60（1人）   | 02着 | R1:27.5（38.0）     | -0.2 | 0川田将雅 | 58        | ラプタス               | 523         |
| 2023.03.14 | 高知   | 黒船賞             | JpnIII | ダ1400m（不） | 12    | 4     | 4     | 002.60（1人）   | 01着 | R1:28.3（38.0）     | -0.6 | 0川田将雅 | 57        | （ヘリオス）           | 506         |
| 0000.05.04 | 船橋   | かしわ記念         | JpnI   | ダ1600m（良） | 13    | 3     | 4     | 002.80（1人）   | 04着 | R1:39.7（37.8）     | -0.4 | 0川田将雅 | 57        | メイショウハリオ       | 509         |
| 0000.05.31 | 浦和   | さきたま杯         | JpnII  | ダ1400m（重） | 10    | 1     | 1     | 002.10（1人）   |      | 競走中止            |      | 0川田将雅 | 56        | イグナイター           | 500         |
| 0000.07.09 | 中京   | プロキオンS        | GIII   | ダ1400m（稍） | 15    | 2     | 3     |                 | 除外 |                     |      | 0坂井瑠星 | 58        | ドンフランキー         | 510         |
| 2024.01.28 | 東京   | 根岸S              | GIII   | ダ1400m（良） | 16    | 3     | 6     | 038.30（9人）   | 07着 | R1:25.0（36.3）     | -0.9 | 0川須栄彦 | 57        | エンペラーワケア       | 510         |
| 0000.02.29 | 名古屋 | かきつばた記念     | JpnIII | ダ1500m（稍） | 12    | 8     | 11    | 004.10（3人）   | 04着 | R1:33.2（38.5）     | -0.6 | 0川須栄彦 | 57        | サンライズホーク       | 517         |
| 0000.03.26 | 高知   | 黒船賞             | JpnIII | ダ1400m（不） | 12    | 2     | 2     | 004.80（2人）   | 01着 | R1:27.6（39.2）     | -0.4 | 0川須栄彦 | 57        | （ヘルシャフト）       | 504         |
| 0000.05.01 | 船橋   | かしわ記念         | JpnI   | ダ1600m（不） | 13    | 4     | 5     | 011.70（6人）   | 01着 | R1:39.0（39.1）     | -0.5 | 0川須栄彦 | 57        | （タガノビューティー） | 505         |
| 0000.06.19 | 浦和   | さきたま杯         | JpnI   | ダ1400m（重） | 12    | 2     | 2     | 005.00（2人）   | 03着 | R1:27.2（39.7）     | -0.5 | 0川須栄彦 | 57        | レモンポップ           | 507         |
| 0000.10.03 | 大井   | 東京盃             | JpnII  | ダ1200m（良） | 14    | 6     | 10    | 004.20（3人）   | 03着 | R1:11.5（37.2）     | -0.2 | 0川須栄彦 | 58        | チカッパ               | 512         |
| 0000.11.04 | 佐賀   | JBCスプリント      | JpnI   | ダ1400m（良） | 12    | 4     | 4     | 002.50（2人）   | 07着 | R1:28.1（38.1）     | -1.2 | 0川須栄彦 | 57        | タガノビューティー     | 504         |
| 2025.02.24 | 名古屋 | かきつばた記念     | JpnIII | ダ1500m（良） | 10    | 5     | 5     | 010.70（5人）   | 04着 | R1:33.9（38.0）     | -0.5 | 0川須栄彦 | 59        | ロードフォンス         | 518         |
| 0000.03.25 | 高知   | 黒船賞             | JpnIII | ダ1400m（良） | 12    | 3     | 3     | 006.90（2人）   | 01着 | R1:29.8（40.9）     | -0.8 | 0川須栄彦 | 59        | （アラジンバローズ）   | 505         |
| 0000.05.05 | 船橋   | かしわ記念         | JpnI   | ダ1600m（良） | 10    | 5     | 5     | 004.70（2人）   | 01着 | R1:39.2（36.8）     | -0.1 | 0川須栄彦 | 57        | （ウィリアムバローズ） | 506         |
| 0000.06.25 | 浦和   | さきたま杯         | JpnI   | ダ1400m（不） | 12    | 2     | 2     | 002.10（1人）   | 01着 | R1:23.2（36.3）     | -1.0 | 0川須栄彦 | 57        | （ムエックス）         | 501         |

- タイム欄のRはレコード勝ちを示す
- 競走成績は2025年6月25日現在

## 血統表
| シャマルの血統                                 | シャマルの血統                             | シャマルの血統                             | （血統表の出典）                           | （血統表の出典）    |
| 父系                                           | サンデーサイレンス系 （ヘイロー系）        | サンデーサイレンス系 （ヘイロー系）        | サンデーサイレンス系 （ヘイロー系）        | [ § 2 ]             |
| 父 スマートファルコン 栗毛 2005 北海道静内町   | 父の父ゴールドアリュール 栗毛 1999         | *サンデーサイレンス                        | Halo                                       | Halo                |
| 父 スマートファルコン 栗毛 2005 北海道静内町   | 父の父ゴールドアリュール 栗毛 1999         | *サンデーサイレンス                        | Wishing Well                               |                     |
| 父 スマートファルコン 栗毛 2005 北海道静内町   | 父の父ゴールドアリュール 栗毛 1999         | *ニキーヤ                                  | Nureyev                                    | Nureyev             |
| 父 スマートファルコン 栗毛 2005 北海道静内町   | 父の父ゴールドアリュール 栗毛 1999         | *ニキーヤ                                  | Reluctant Guest                            |                     |
| 父 スマートファルコン 栗毛 2005 北海道静内町   | 父の母ケイシュウハーブ 芦毛 1988           | *ミシシッピアン                            | Vaguely Noble                              | Vaguely Noble       |
| 父 スマートファルコン 栗毛 2005 北海道静内町   | 父の母ケイシュウハーブ 芦毛 1988           | *ミシシッピアン                            | Gazala                                     |                     |
| 父 スマートファルコン 栗毛 2005 北海道静内町   | 父の母ケイシュウハーブ 芦毛 1988           | キョウエイシラユキ                         | *クラウンドプリンス                        | *クラウンドプリンス |
| 父 スマートファルコン 栗毛 2005 北海道静内町   | 父の母ケイシュウハーブ 芦毛 1988           | キョウエイシラユキ                         | *アリアーン                                |                     |
| 母 ネイティヴコード 鹿毛 2011 北海道新ひだか町 | 母の父*アグネスデジタル 栗毛 1997          | Crafty Prospector                          | Mr.Prospector                              | Mr.Prospector       |
| 母 ネイティヴコード 鹿毛 2011 北海道新ひだか町 | 母の父*アグネスデジタル 栗毛 1997          | Crafty Prospector                          | Real Crafty Lady                           |                     |
| 母 ネイティヴコード 鹿毛 2011 北海道新ひだか町 | 母の父*アグネスデジタル 栗毛 1997          | Chancey Squaw                              | Chief's Crown                              | Chief's Crown       |
| 母 ネイティヴコード 鹿毛 2011 北海道新ひだか町 | 母の父*アグネスデジタル 栗毛 1997          | Chancey Squaw                              | Allicance                                  |                     |
| 母 ネイティヴコード 鹿毛 2011 北海道新ひだか町 | 母の母クラックコード 鹿毛 2004             | ダンスインザダーク                         | *サンデーサイレンス                        | *サンデーサイレンス |
| 母 ネイティヴコード 鹿毛 2011 北海道新ひだか町 | 母の母クラックコード 鹿毛 2004             | ダンスインザダーク                         | *ダンシングキイ                            |                     |
| 母 ネイティヴコード 鹿毛 2011 北海道新ひだか町 | 母の母クラックコード 鹿毛 2004             | *マジックコード                            | Lost Code                                  | Lost Code           |
| 母 ネイティヴコード 鹿毛 2011 北海道新ひだか町 | 母の母クラックコード 鹿毛 2004             | *マジックコード                            | Beautiful Pet                              |                     |
| 母系(F-No.)                                    | マジックコード(USA)系(FN:10-d)             | マジックコード(USA)系(FN:10-d)             | マジックコード(USA)系(FN:10-d)             | [ § 3 ]             |
| 5代内の近親交配                                | サンデーサイレンス 3×4, Raise a Native 5×5 | サンデーサイレンス 3×4, Raise a Native 5×5 | サンデーサイレンス 3×4, Raise a Native 5×5 | [ § 4 ]             |
| 出典                                           | 1. 2. 3. 4.                                | 1. 2. 3. 4.                                | 1. 2. 3. 4.                                | 1. 2. 3. 4.         |

- 曾祖母マジックコードはカナダで最優秀古馬牝馬に選ばれている。
- 祖母クラックコードの半姉シークレットコード（父フサイチペガサス）は2005年阪神ジュベナイルフィリーズ2着馬。
- 祖母クラックコードの半妹パールコード（父ヴィクトワールピサ）は2016年秋華賞2着馬。その産駒アートハウス（父スクリーンヒーロー）は2022年ローズステークス、2023年愛知杯勝ち馬。